# Zdeněk Chyba
Zdeněk Chyba (* 29. listopadu 1944) je bývalý český florbalový trenér. Jako trenér ženského týmu FBC Liberec je šestinásobný mistr Česka z let 2001 až 2006. V letech 2003 až 2005 byl trenérem ženské reprezentace.

## Klubová kariéra
Chyba působil v basketbalu, než se stal asistentem trenéra Tomáše Erbena v prvoligovém florbalovém týmu žen FBC Liberec. V průběhu let ho postupně nahradil na pozici hlavního trenéra. Byl u všech šesti titulů libereckých žen v sezónách 2000/2001 až 2005/2006, u posledních třech jako hlavní trenér. S trénováním skončil v roce 2007, v týmu dál pokračoval jako sportovní manažer.

## Reprezentační kariéra
Chyba byl trenérem ženské reprezentace na mistrovstvích světa v letech 2003 a 2005. V srpnu 2005 ho na trenérském postu vystřídal Jaroslav Marks.
| Umístění | Soutěž                                 |
| -------- | -------------------------------------- |
| 7.       | Mistrovství světa ve florbale žen 2003 |
| 7.       | Mistrovství světa ve florbale žen 2005 |

## Ocenění
V roce 2014 byl zařazen do Síně slávy klubu FBC Liberec.

## Rodina
Jeho dcery Petra a Zdeňka jsou bývalé florbalové reprezentantky a hráčky mistrovského týmu FBC Liberec. Petra byla u reprezentace i kapitánkou, Zdeňka brankářkou. Chyba obě trénoval jak v reprezentaci, tak v libereckém týmu. Manžel Petry Zdeněk Skružný je bývalý trenér mužské reprezentace.